# EMD SW9

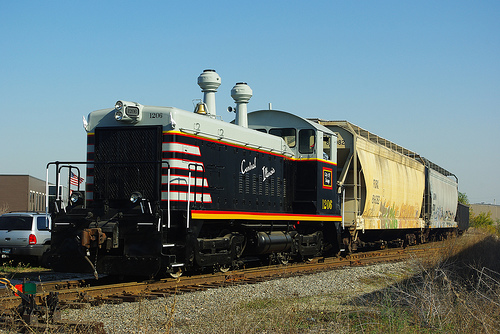
Locomotive CIRY n°1206, un SW9 construit en 1951, en service le 31 octobre 2008.

Les EMD SW9 sont une série de locomotives de manœuvres diesel construites entre novembre 1950 et décembre 1953 par la General Motors Electro-Motive Division. D'autres SW9 ont été construits  par General Motors Diesel en Ontario au Canada de décembre 1950 à mars 1953. L'alimentation est fournie par un moteur EMD 567B 12 cylindres produisant 1 200 chevaux (895 kW). À partir d'octobre 1953, un certain nombre de SW9 ont été construits avec un moteur 567BC et en décembre 1953, le Weyerhaeuser n°305 a été équipé d'un moteur 567C. 
786 exemplaires de ce modèle ont été construits pour les chemins de fer américains et 29 pour les chemins de fer canadiens. 
10 paires locomotive + auxiliaire de traction TR5 ont été construits, deux pour l’Union Railroad of Pittsburgh et huit pour l’Union Pacific, qui a également acheté deux auxiliaires supplémentaires (TR5B).

## Acheteurs originaux

### SW9 construits par Electro-Motive Division, USA
| Compagnie                                                      | Quantité | Immatriculation                 | Notes                                     |
| -------------------------------------------------------------- | -------- | ------------------------------- | ----------------------------------------- |
| Aliquippa and Southern Railroad                                | 1        | 1200                            | Construit avec un moteur 567BC            |
| Appalachicola Northern Railroad                                | 7        | 705–711                         | 710-711 construits avec un moteur 567BC   |
| Arkansas and Louisiana Missouri Railway                        | 1        | 12                              |                                           |
| Ashley, Drew and Northern Railway                              | 1        | 174                             |                                           |
| Atchison, Topeka and Santa Fe Railway                          | 19       | 2420–2438                       | 2434-2438 construits avec un moteur 567BC |
| Atlantic Coast Line Railroad                                   | 65       | 652–716                         |                                           |
| Baltimore and Ohio Chicago Terminal Railroad                   | 8        | 590–597                         |                                           |
| Baltimore and Ohio Railroad                                    | 6        | 598–603                         |                                           |
| Bauxite and Northern Railway                                   | 1        | 10                              |                                           |
| Bellefonte Central Railroad                                    | 1        | 5323                            |                                           |
| Belt Railway of Chicago                                        | 4        | 520–523                         |                                           |
| Boston and Maine Railroad                                      | 12       | 1220–1231                       |                                           |
| Cambria and Indiana Railroad                                   | 8        | 30–37                           |                                           |
| Campbell's Creek Railroad                                      | 1        | 13                              |                                           |
| Central of Georgia Railway                                     | 10       | 301–310                         |                                           |
| Central Railroad of New Jersey                                 | 11       | 1084–1094                       |                                           |
| Charleston and Western Carolina Railway                        | 2        | 802–803                         |                                           |
| Chattanooga Traction Company                                   | 1        | 5                               | Premier SW9 construit                     |
| Chesapeake and Ohio Railway                                    | 35       | 5080–5093, 5245–5265            | 5092-5093 construits avec un moteur 567BC |
| Chicago and Illinois Western Railroad                          | 1        | 104                             |                                           |
| Chicago and North Western Railway                              | 9        | 1101–1105, 1122–1125            |                                           |
| Chicago, Burlington and Quincy Railroad                        | 2        | 9269–9270                       | Cédé au Burlington Northern, n°160-161    |
| Chicago, Rock Island and Pacific Railroad                      | 5        | 775–779                         | construit avec un moteur 567BC            |
| Chicago, West Pullman and Southern Railroad                    | 2        | 47–48                           |                                           |
| Conemaugh and Black Lick Railroad                              | 2        | 118–119                         |                                           |
| Delaware, Lackawanna and Western Railroad                      | 10       | 551–560                         |                                           |
| Detroit and Toledo Shore Line Railroad                         | 3        | 119–121                         |                                           |
| Duluth, Missabe and Iron Range Railway                         | 15       | 11–25                           |                                           |
| Erie Railroad                                                  | 7        | 434–440                         |                                           |
| Florida East Coast Railway                                     | 8        | 221–228                         |                                           |
| Georgia Railroad                                               | 2        | 906–907                         |                                           |
| Grand Trunk Western Railroad                                   | 7        | 7010–7016                       |                                           |
| Great Lakes Steel                                              | 3        | 27–29                           |                                           |
| Great Northern Railway                                         | 7        | 17–23                           | Cédé au Burlington Northern n°149-155     |
| Great Western Railway of Colorado                              | 2        | 121–122                         |                                           |
| Houston Belt and Terminal Railway                              | 10       | 22–31                           |                                           |
| Illinois Central Railroad                                      | 70       | 9320–9334, 9430–9484            |                                           |
| Indiana Harbor Belt                                            | 7        | 9002-9008                       | 9004-9008 construits avec un moteur 567BC |
| Anaconda Copper (Inspiration Consolidated Copper Company)      | 2        | 22–23                           |                                           |
| Kirby Lumber Company                                           | 1        | 1000                            |                                           |
| Kosmos Timber Company (US Plywood Corp - Champion Intl)        | 1        | 100                             | construit avec un moteur 567BC            |
| Lehigh Valley Railroad                                         | 13       | 280–292                         |                                           |
| Louisville and Nashville Railroad                              | 30       | 2267–2296                       |                                           |
| Maine Central Railroad                                         | 2        | 334–335                         | 335 construit avec un moteur 567BC        |
| Maryland and Pennsylvania Railroad                             | 1        | 82                              |                                           |
| Milwaukee Road                                                 | 3        | 1643–1645                       | Ré-immatriculé 620-622                    |
| Mississippi Central Railroad                                   | 10       | 201–210                         | Cédé à l'Illinois Central                 |
| Missouri Pacific Railroad                                      | 22       | 9170–9191                       | Ré-immatriculé1232-1253                   |
| Missouri-Kansas-Texas Railroad                                 | 10       | 1226–1235                       | Ré-immatriculé12-21                       |
| Monessen Southwestern                                          | 4        | 23–25, 27                       |                                           |
| Montour Railroad                                               | 12       | 73–84                           |                                           |
| Nashville, Chattanooga and St. Louis Railway                   | 5        | 34–38                           |                                           |
| New York Central Railroad                                      | 60       | 8922-8930, 8941–8951, 8962–9001 |                                           |
| New York Central (Indiana Harbor Belt Railroad)                | 7        | 9002–9008                       |                                           |
| New York Central (Pittsburgh and Lake Erie Railroad)           | 20       | 8931–8940, 8952–8961            |                                           |
| New York, Chicago and St. Louis Railroad ("Nickel Plate Road") | 12       | 233–244                         |                                           |
| Northern Pacific Railway                                       | 4        | 115–118                         | cédé au Burlington Northern n° 156-159    |
| Oliver Iron Mining Company                                     | 6        | 934–939                         |                                           |
| Pennsylvania Railroad                                          | 36       | 8513–8544, 8859–8860, 8869–8870 |                                           |
| Peoria and Pekin Union Railway                                 | 2        | 411–412                         |                                           |
| Philadelphia, Bethlehem and New England Railroad               | 4        | 35–38                           |                                           |
| Pittsburg and Shawmut Railroad                                 | 9        | 231–239                         | construit avec un moteur 567BC            |
| Pittsburgh, Chartiers and Youghiogheny Railway                 | 4        | 2–5                             |                                           |
| Republic Steel Corporation                                     | 1        | 344                             |                                           |
| Reserve Mining Company                                         | 1        | 1211                            |                                           |
| Soo Line (Wisconsin Central Railway)                           | 8        | 2111–2115, 2117–2119            |                                           |
| Southern Pacific (Texas and New Orleans Railroad)              | 5        | 108–112                         | Ré-immatriculé 2208-2212 en 1965          |
| Spokane, Portland and Seattle Railway                          | 3        | 43–45                           | cédé au Burlington Northern n° 167-169    |
| St. Louis Southwestern Railway ("Cotton Belt")                 | 4        | 1058–1061                       | Ré-immatriculé 2204-2207 en 1965          |
| St. Louis-San Francisco Railway ("Frisco")                     | 10       | 305–314                         |                                           |
| Steelton and Highspire Railroad                                | 4        | 40–43                           |                                           |
| Terminal Railroad Association of St. Louis                     | 13       | 1206–1218                       |                                           |
| Texas and Pacific Railway                                      | 13       | 1024–1036                       |                                           |
| Union Pacific Railroad                                         | 42       | 1825–1866                       | 1847-1866 construits avec un moteur 567BC |
| Union Railroad                                                 | 14       | 575–588                         |                                           |
| Wabash Railroad                                                | 12       | 363–374                         |                                           |
| Western Pacific Railroad                                       | 6        | 601–606                         |                                           |
| Weyerhaeuser Timber Company                                    | 3        | 302–303, 305                    | n°305 construit avec un moteur 567C       |
| Wheeling Steel                                                 | 2        | 1252–1253                       | n°1253 construit avec un moteur 567BC     |
| Total                                                          | 786      |                                 |                                           |

### SW9 construits par General Motors Diesel, Canada
| Railroad                              | Quantité | Immatriculation | Notes                                  |
| ------------------------------------- | -------- | --------------- | -------------------------------------- |
| Canadian National Railways            | 10       | 7000–7009       |                                        |
| Canadian Pacific Railway              | 6        | 7400–7405       |                                        |
| Chesapeake and Ohio Railway           | 5        | 5240–5244       |                                        |
| Great Northern Railway                | 3        | 14–16           | cédé au Burlington Northern, n°146-148 |
| Steel Company of Canada               | 1        | 70              |                                        |
| Toronto, Hamilton and Buffalo Railway | 4        | 55–58           |                                        |
| Total                                 | 29       |                 |                                        |

### TR5 construits par Electro-Motive Division, USA
| Railroad               | Quantité unités A | Quantité unité B | Immatriculation unités A | Immatriculation unités B | Notes                                                                                      |
| ---------------------- | ----------------- | ---------------- | ------------------------ | ------------------------ | ------------------------------------------------------------------------------------------ |
| Union Pacific Railroad | 8                 | 8                | 1870A–1877A              | 1870B–1877B              | Freins dynamiques montés sur les TR5A par l'Union Pacific peu de temps après la livraison. |
| Union Railroad         | 2                 | 4                | 701–702                  | 701C–704C                |                                                                                            |
| Total                  | 10                | 12               |                          |                          |                                                                                            |

## SW1000R

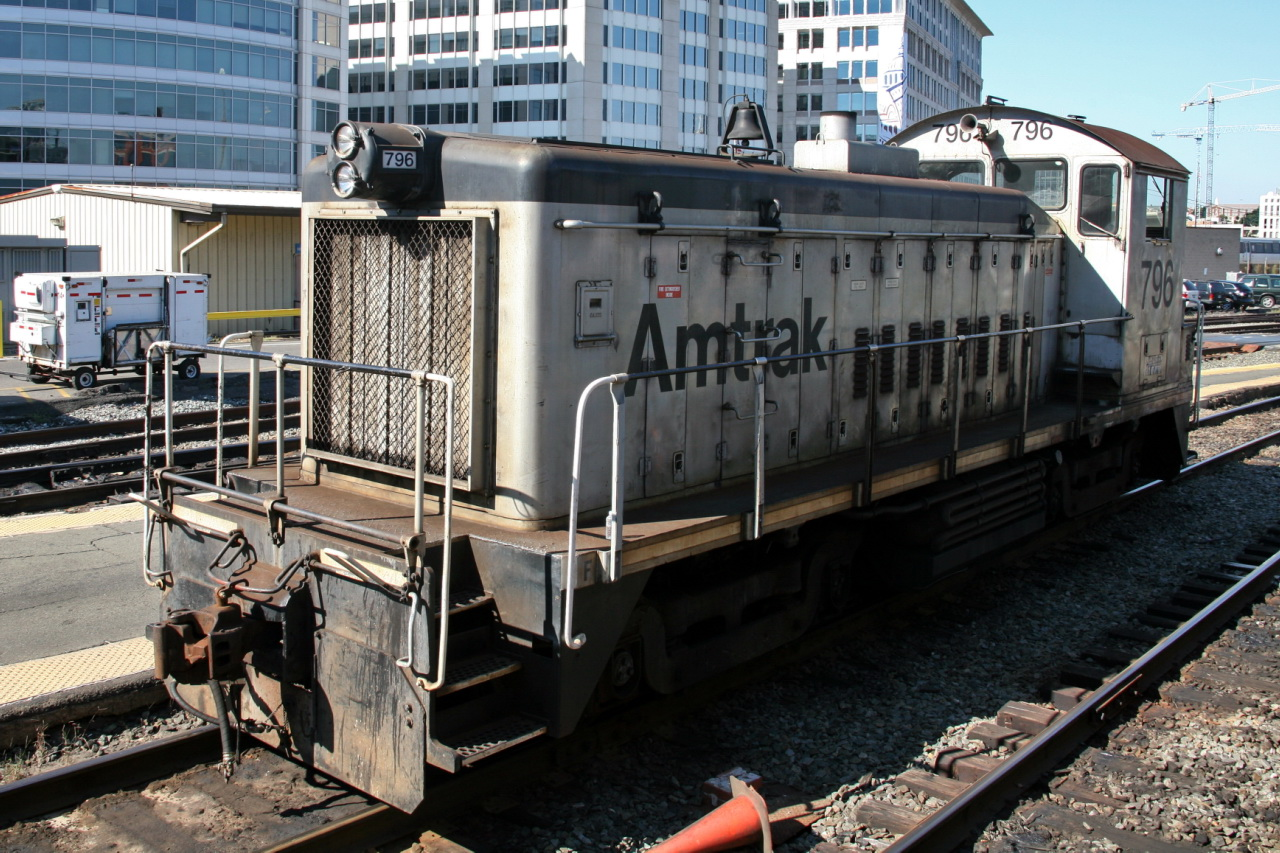
Amtrak #796, qui a commencé sa carrière comme P&LE #8959, photographié à Washington, D.C. en 2008.

En 1994n, l'Amtrak achète plusieurs SW9s provenant de diverses compagnies et les fait reconstruire par la National Railway Equipment Company. Ces locotracteurs sont reclassés comme EMD SW1000R.